# بطيمان (الرقة)
بطيمان قرية سورية تتبع ناحية سلوك في منطقة تل أبيض في محافظة الرقة. بلغ عدد سكانها 266 نسمة في عام 2004 حسب إحصاء المكتب المركزي للإحصاء.